# Homo rudolfensis
Homo rudolfensis Alexeev, 1986 è un ominide estinto, vissuto circa due milioni di anni fa in Africa, in concomitanza con Homo habilis. Non ebbe una lunga esistenza e fu nettamente soppiantato dal suo rivale evolutivo.

## Ritrovamenti
I resti fossili furono ritrovati da Bernard Ngeneo del team di Richard Leakey e Meave Leakey nel 1972 a Koobi Fora sulle rive orientali del Lago Turkana in Kenya. Il nome scientifico Homo rudolfensis fu proposto nel 1986 da Valeri Pavlovich Alekseyev per il campione di riferimento  Skull 1470 (KNM-ER 1470) stimato avere un'età di 1,9 milioni di anni.

## Caratteristiche
Nel marzo 2007 un team diretto da T. Bromage, antropologo dell'Università di New York, ha ricostruito il cranio KNM-ER 1470. La nuova ricostruzione dava un aspetto da scimmia antropomorfa e ne fu dedotta una capacità cranica di 526 cm³, diminuita rispetto alle precedenti stime di 752 cm³.
Nel 2008 tuttavia la capacità cranica fu riportata a 700 cm³
in base a principi biologici, non precedentemente considerati, che permettono di correlare tra loro gli occhi, le orecchie e la bocca dei mammiferi.

## Interpretazione

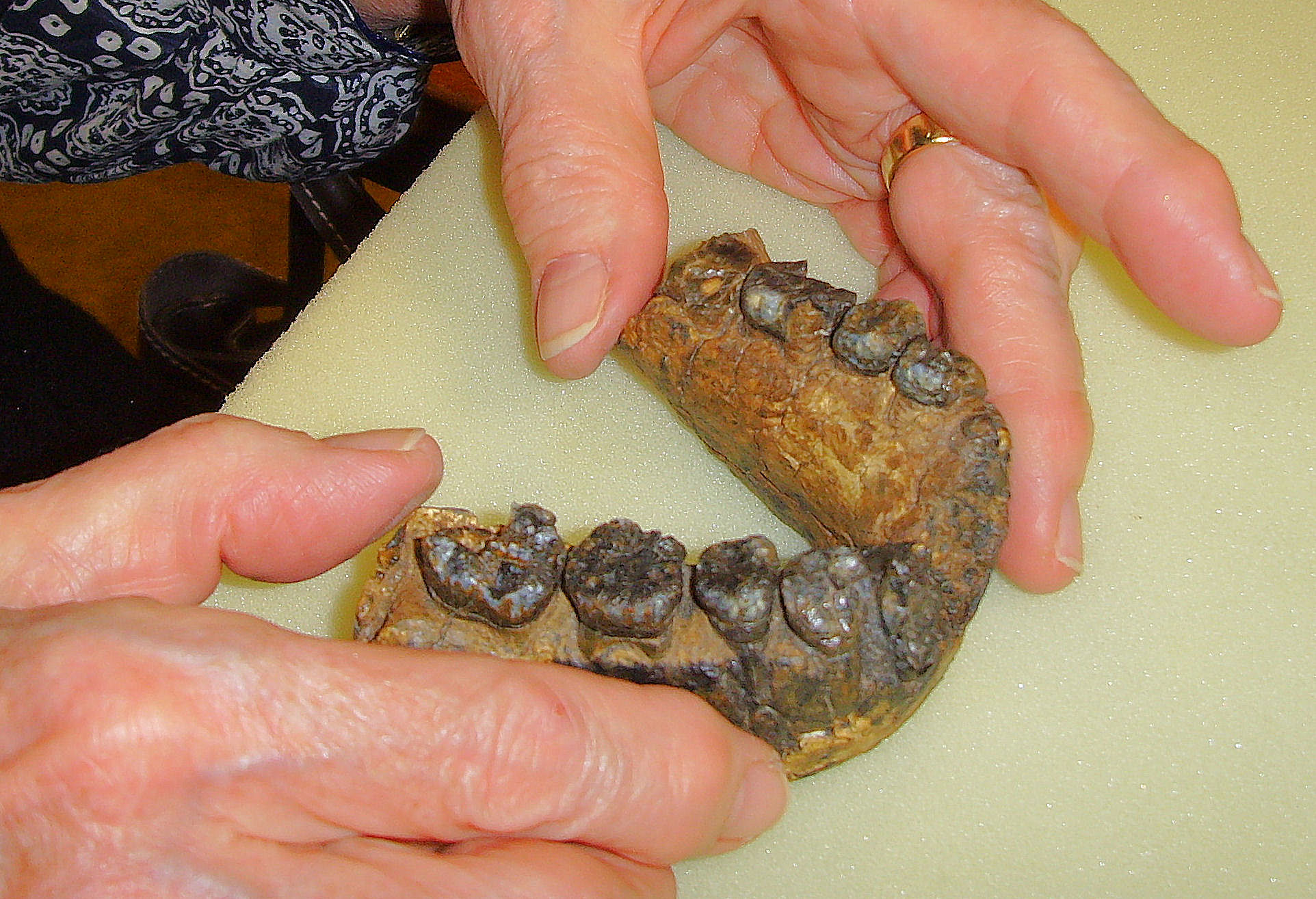
Il campione di riferimento UR 501, il più antico fossile del genere Homo

Mentre Homo habilis riusciva a fabbricare strumenti con una certa facilità ed era più propenso al miglioramento delle proprie caratteristiche, Homo rudolfensis non riuscì veramente ad adattarsi all'ambiente e sparì dalla scena in poche centinaia di migliaia di anni. I resti che permangono a disposizione degli studiosi sono davvero pochi, e ciò quindi non ci permette di capire chiaramente quale aspetto avesse e come si comportasse in società. Era comunque molto simile all'habilis per aspetto e comportamenti, al punto che fu considerato rientrare nella variabilità di questo e a questo unificato come specie; ma si ritiene che fu proprio H. habilis la causa principale della sua estinzione.
La sua classificazione è emblematica dei problemi della paleoantropologia: classificato alla scoperta come specie a sé, è stato poi fatto rientrare nella variabilità di H. habilis, quindi riconsiderato specie a sé. Il dibattito non si ferma tuttavia qui: poiché secondo alcuni studiosi H. rudolfensis e H. habilis potrebbero rientrare nella variabilità del genere Australophitecus, e d'altra parte il cranio del primo presenta molte affinità con il precedente Kenyanthropus platyops, l'attribuzione di H. rudolfensis sarebbe ancora da definire tra ben 3 generi: Australophitecus, Homo e Kenyanthropus.